# Hotchkiss
Hotchkiss, celým jménem Société Anonyme des Anciens Etablissements Hotchkiss et Cie byla francouzská zbrojovka a automobilka.
Společnost založil zbrojíř amerického původu Benjamin B. Hotchkiss. Společnost nejdříve sídlila ve Viviez, poté se přestěhovala do Saint-Denis poblíž Paříže.

## Výrobní sortiment

### Výroba zbraní
Zbrojovka se zabývala výrobou kanónů jak pro použití v poli tak u námořnictva. Jednou z prvních zbraní byl 42 mm lehký kanón. K této zbrani později přibyl Hotchkissův revolverový kanón, na první pohled podobný Gatlingova kulometu, ale fungujícím odlišně. Zbraň navrhl Benjamin B. Hotchkiss roku 1872. Kanón měl pět hlavní a kadenci až 68 ran za minutu. vyráběl se v rážích 37, 47 a 57 mm.
Na začátku 20. století společnost zařadila do svého portfolia Hotchkissův kulomet. Jednalo se o úspěšnou zbraň fungující na principu odběrů plynů z hlavně, která byla spolehlivá a velice mobilní.

### Výroba automobilů
Mezi roky 1903 a 1955 se společnost věnovala výrobě osobních automobilů. Před 2. světovou válkou se společnost také zabývala výrobou tanků. Po válce produkovala navíc i lehké nákladní automobily a traktory  

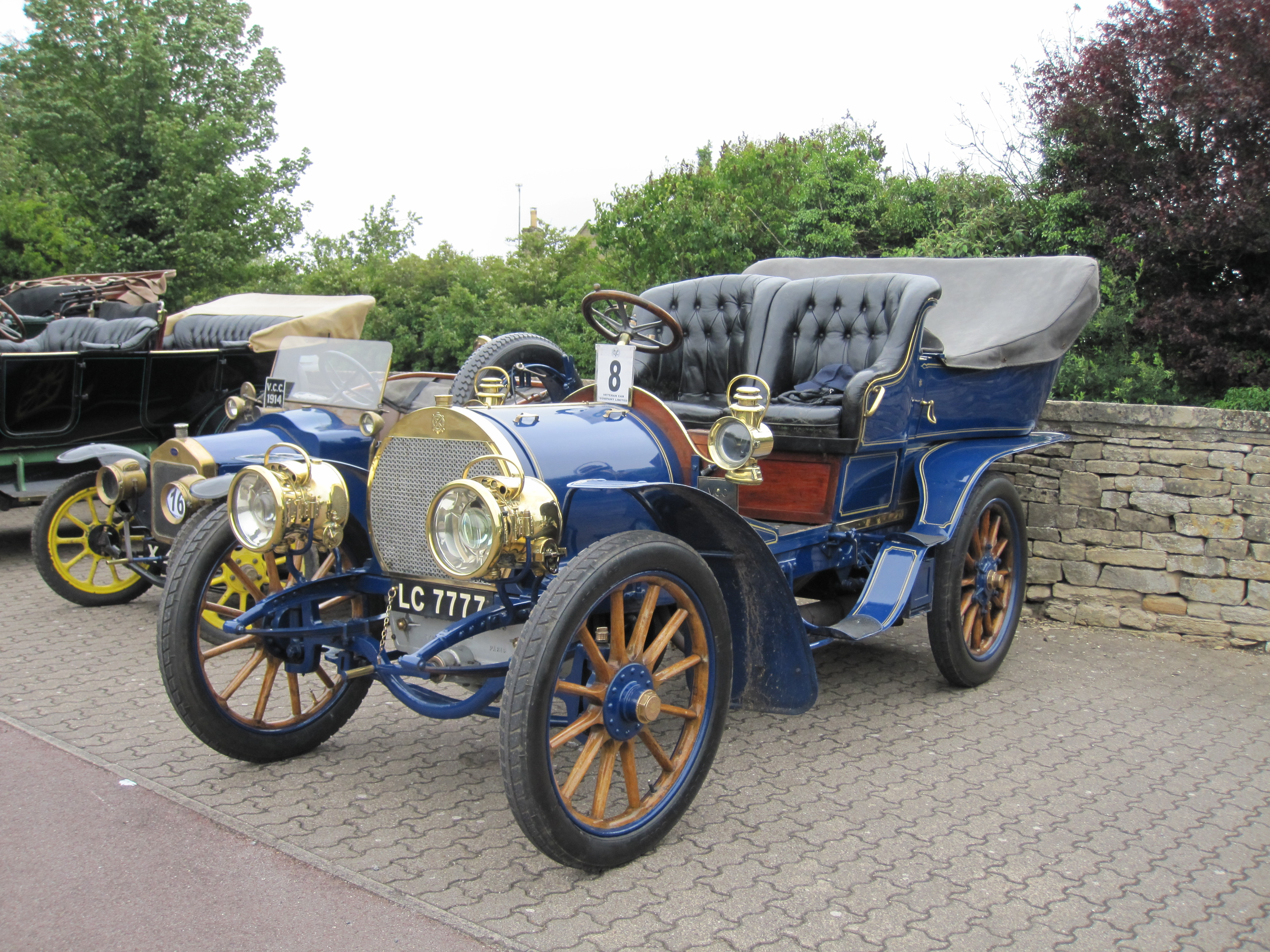
Hotchkiss 20CV
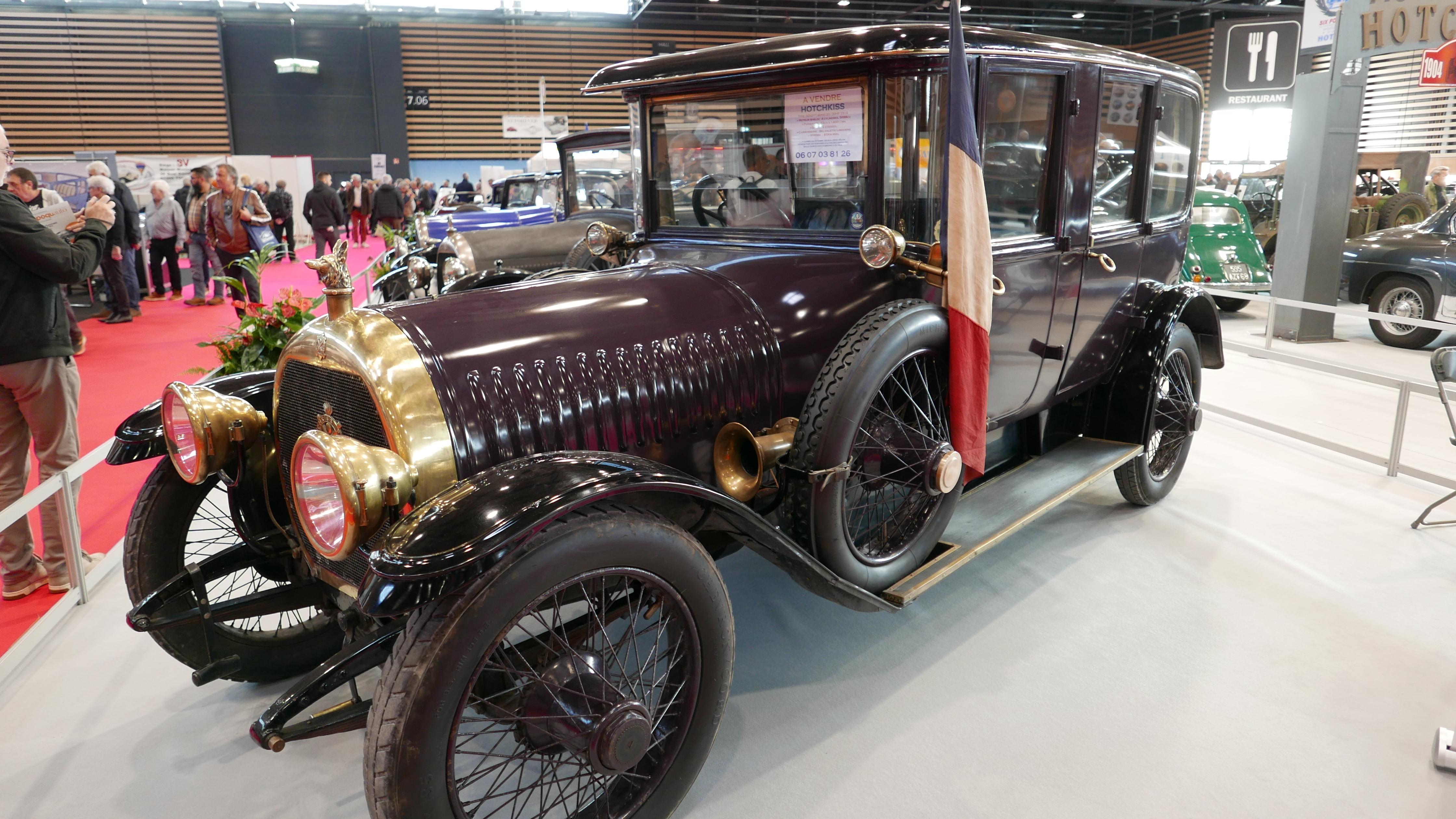
Hotchkiss AD
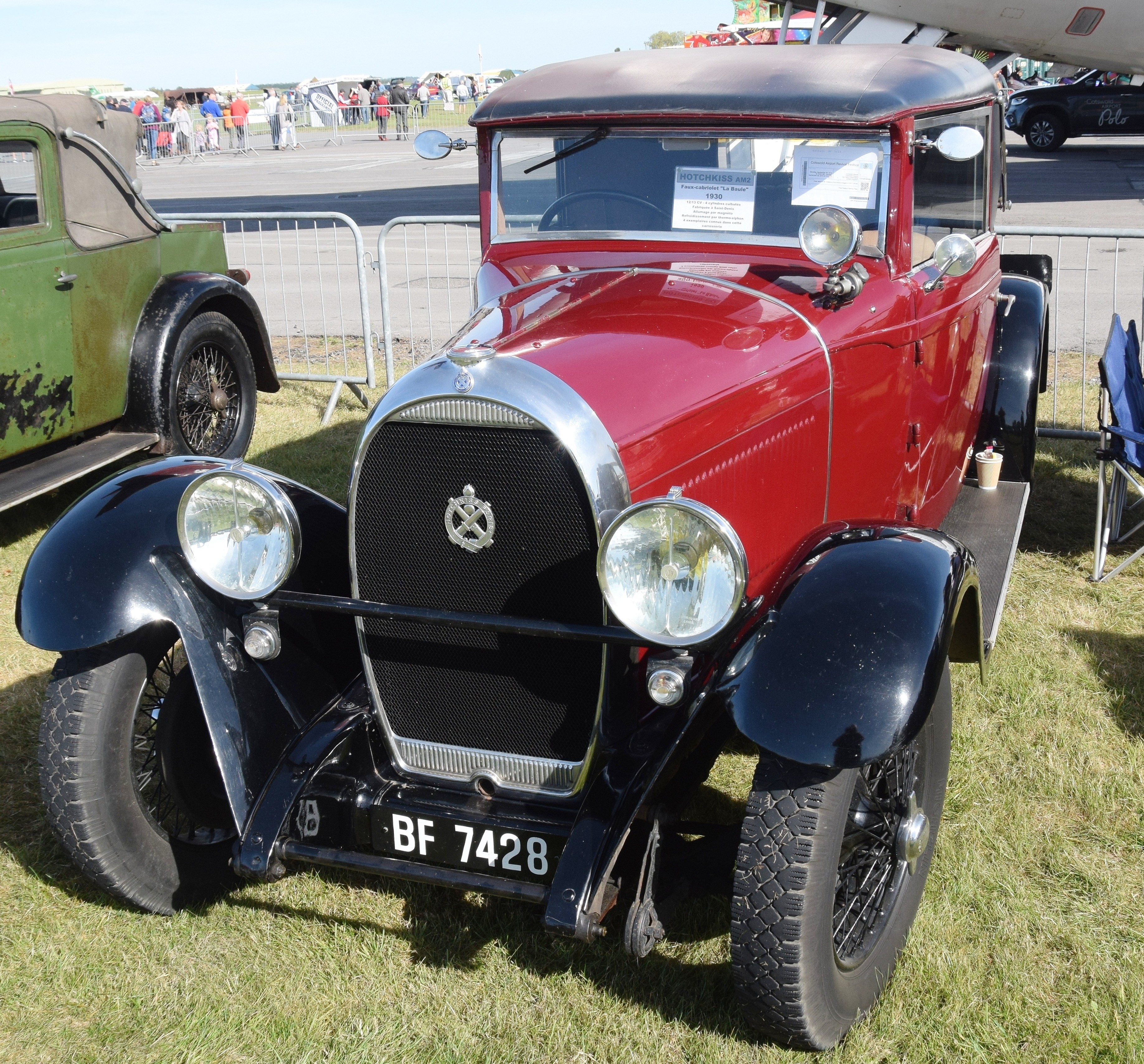
Hotchkiss AM2
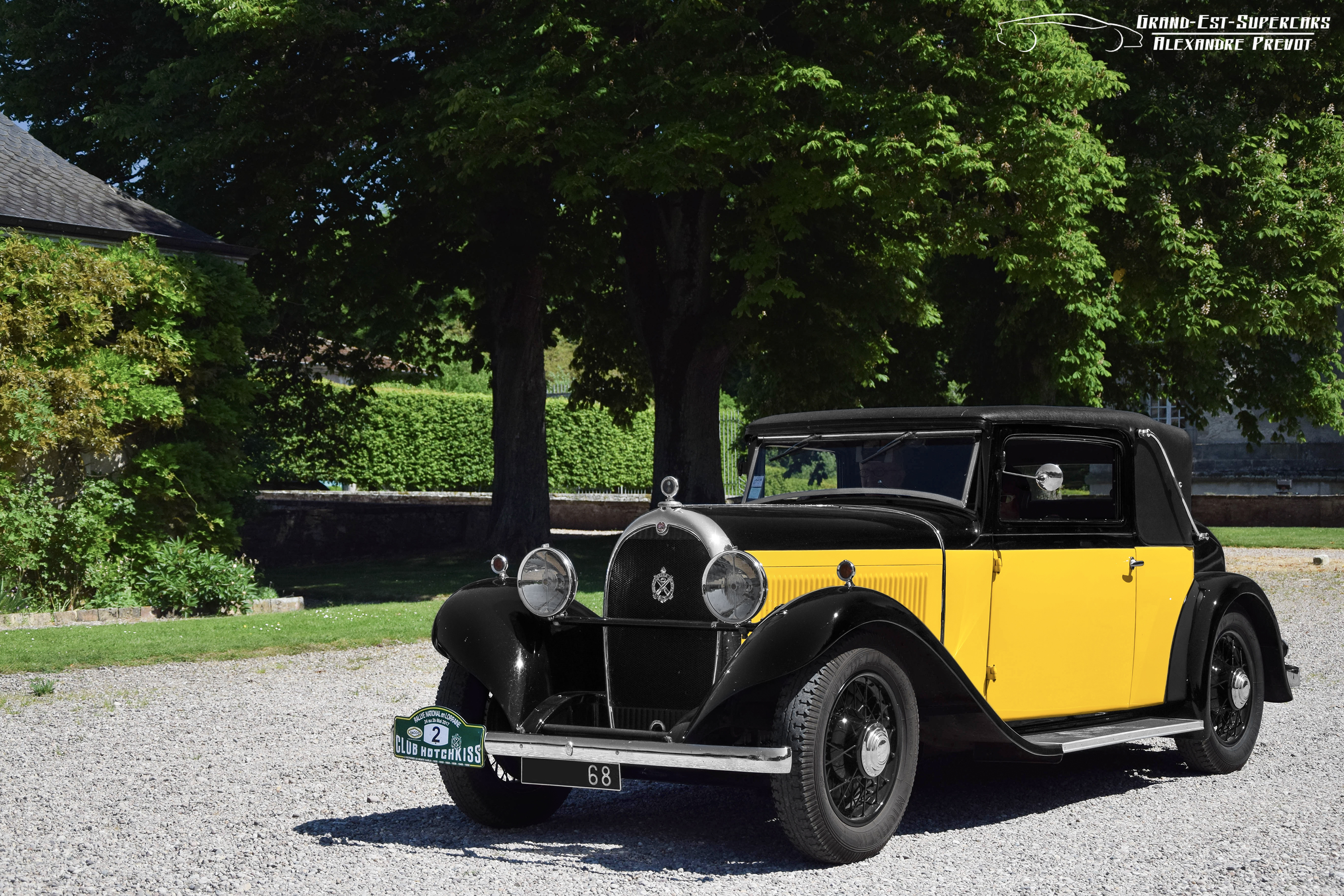
Hotchkiss AM80
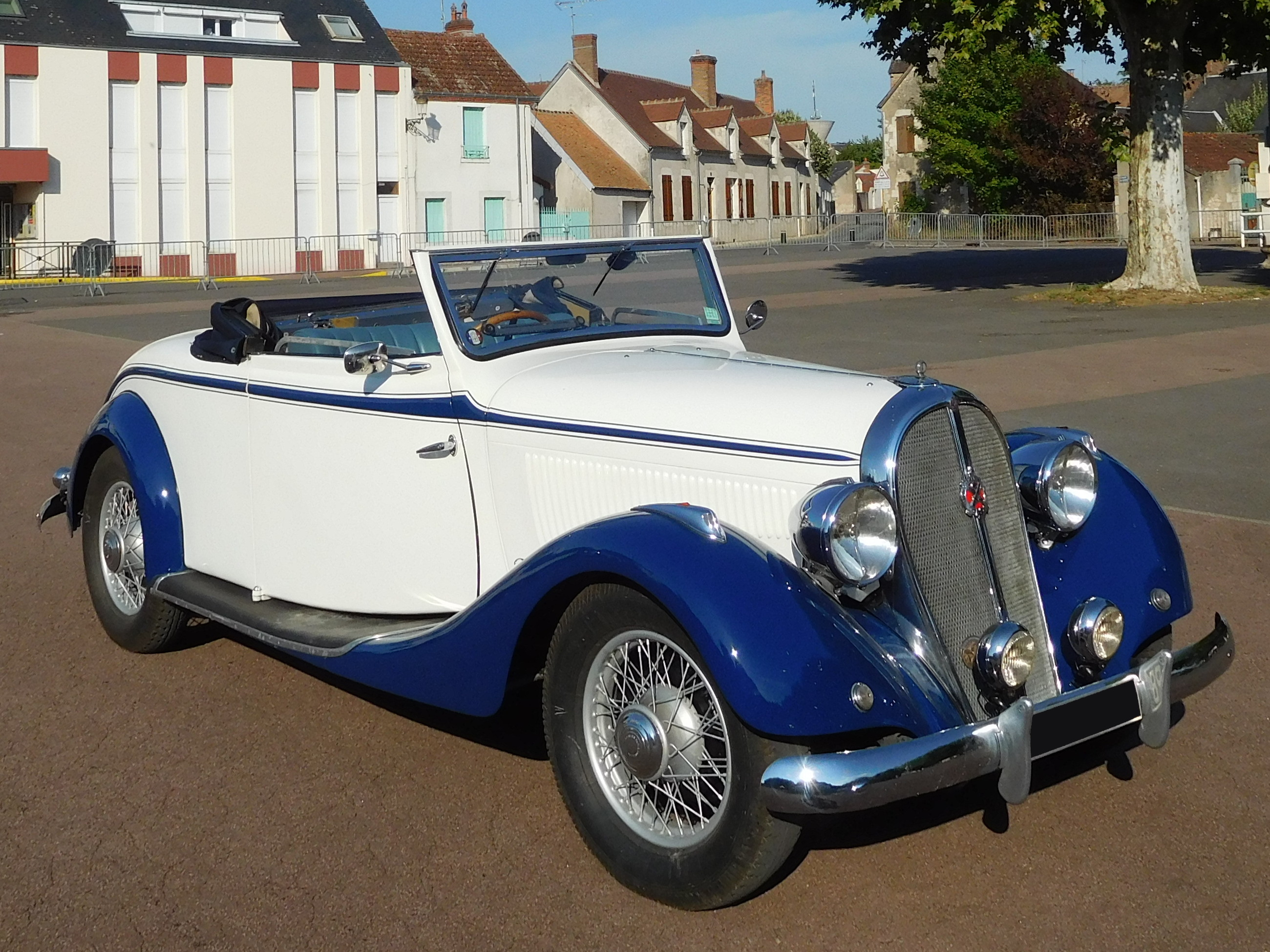
Hotchkiss 617 Roadster Hossegor
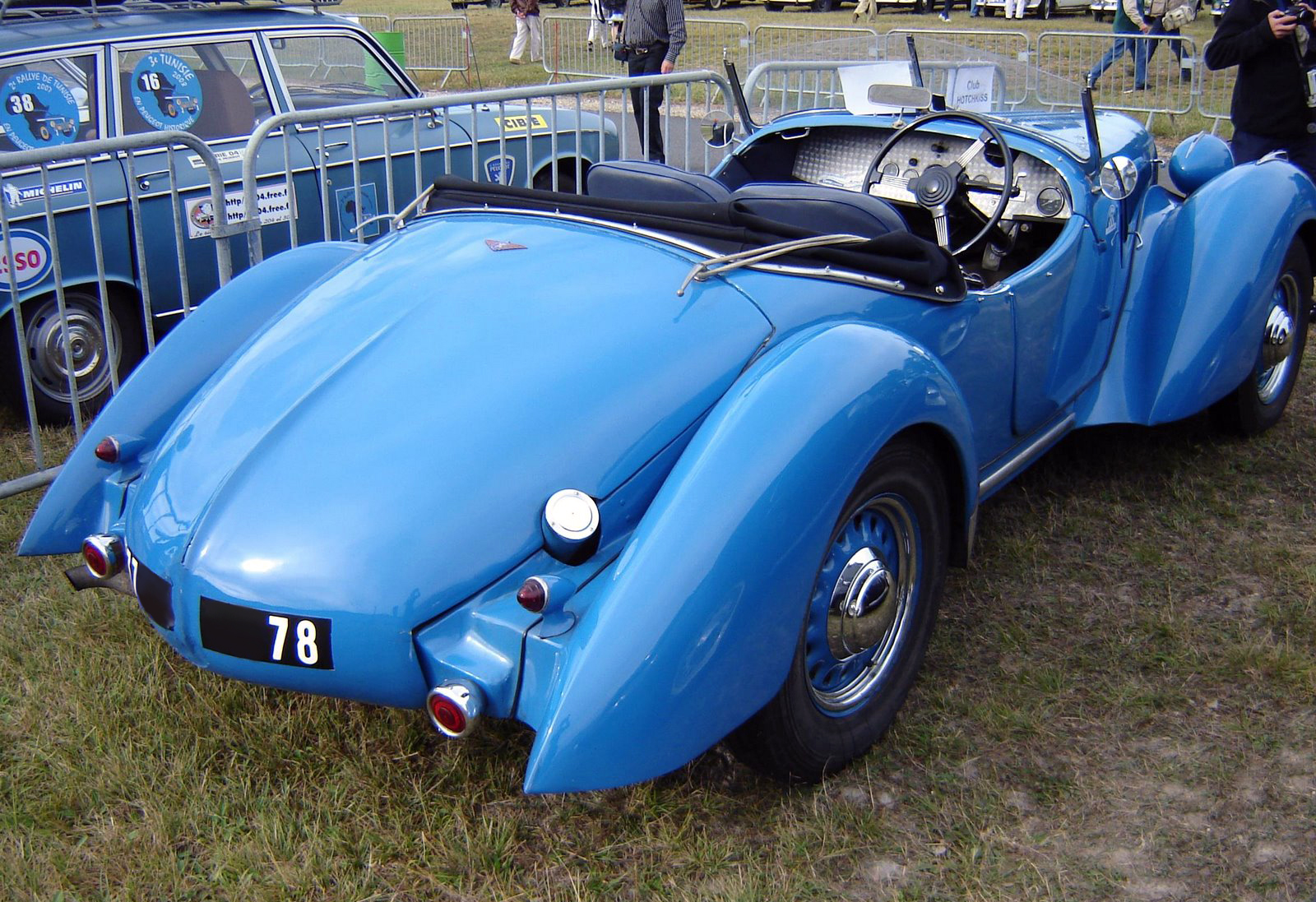
Hotchkiss 864 Roadster
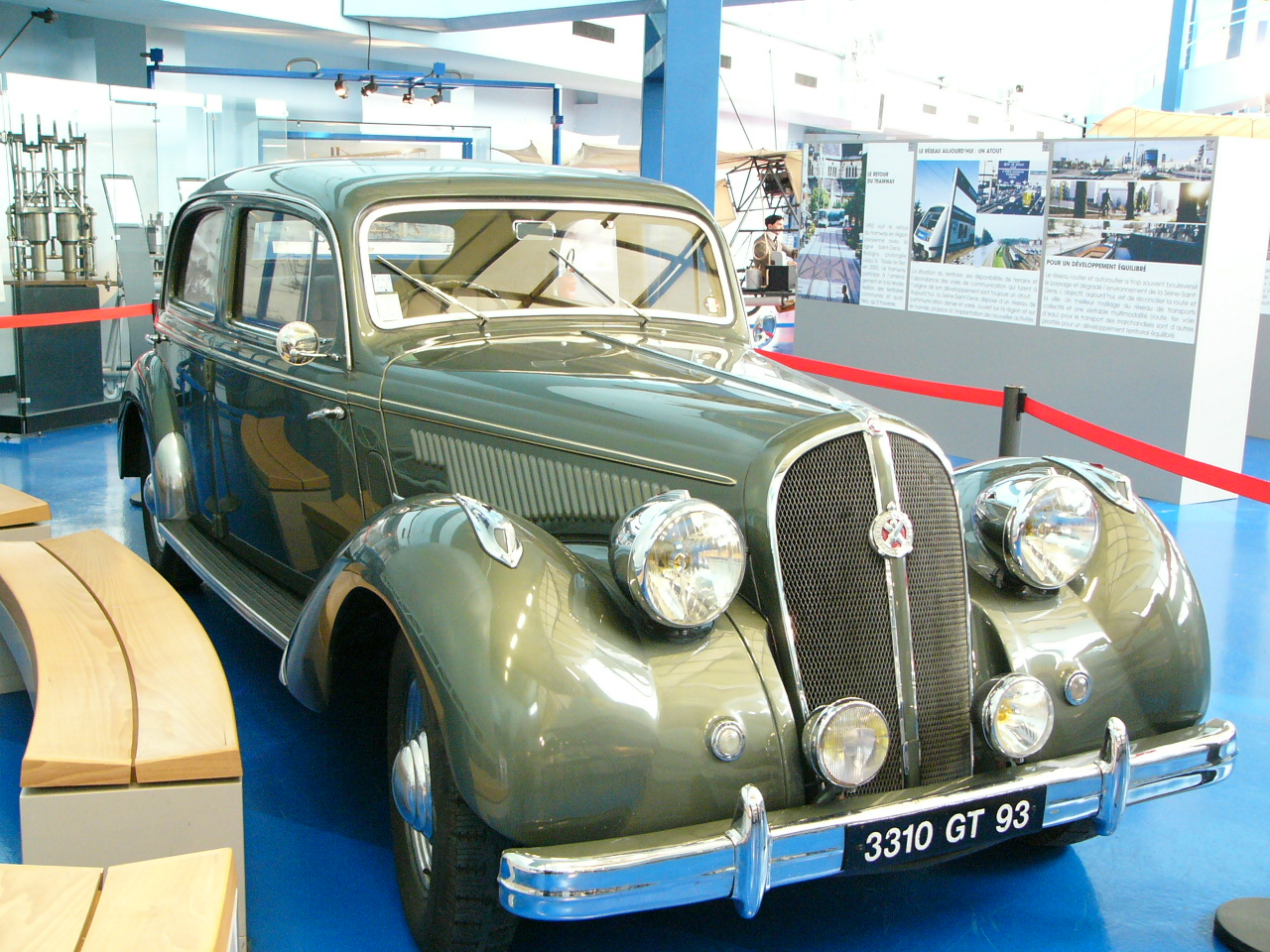
Hotchkiss 686
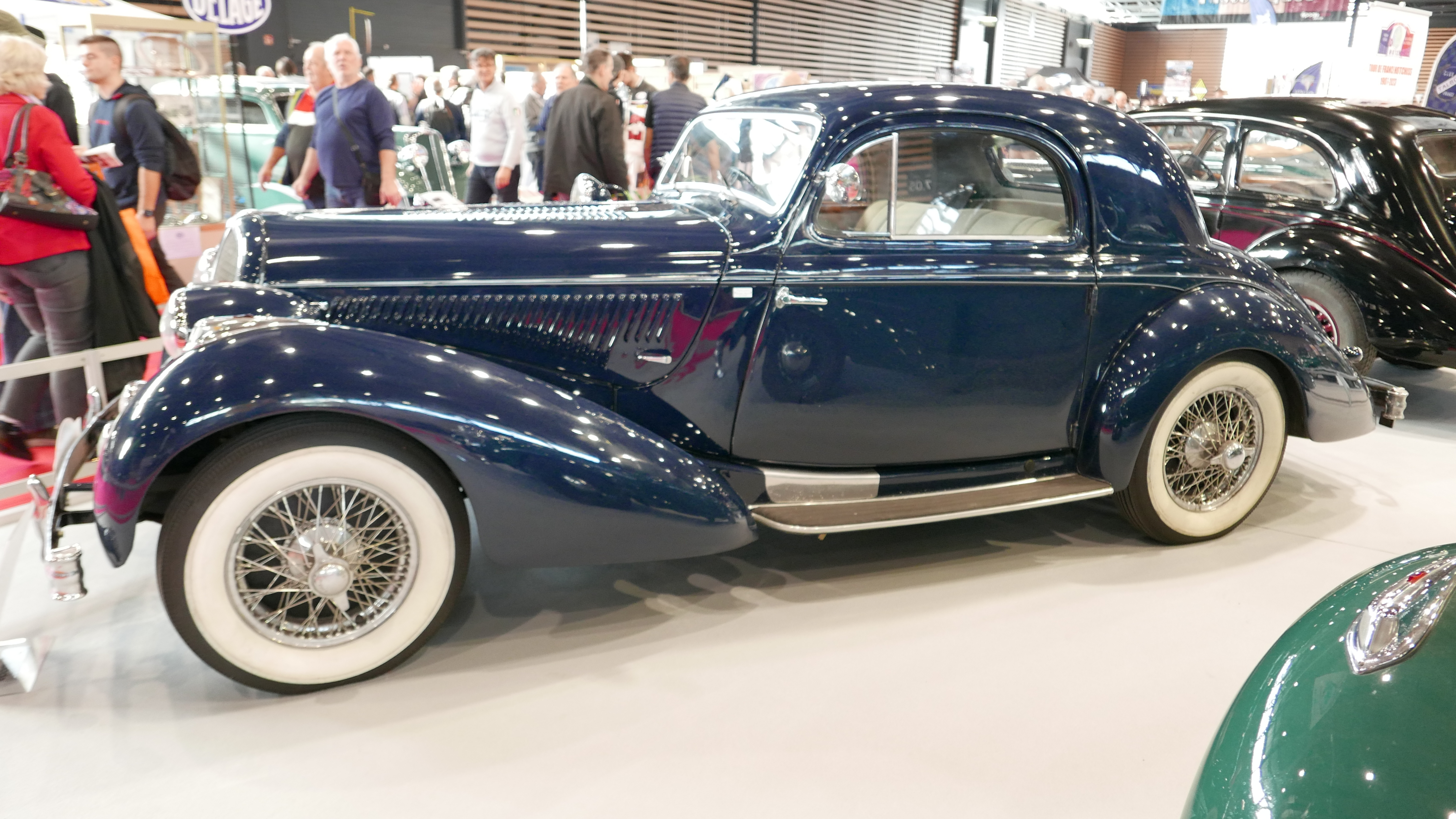
Hotchkiss 686 GS
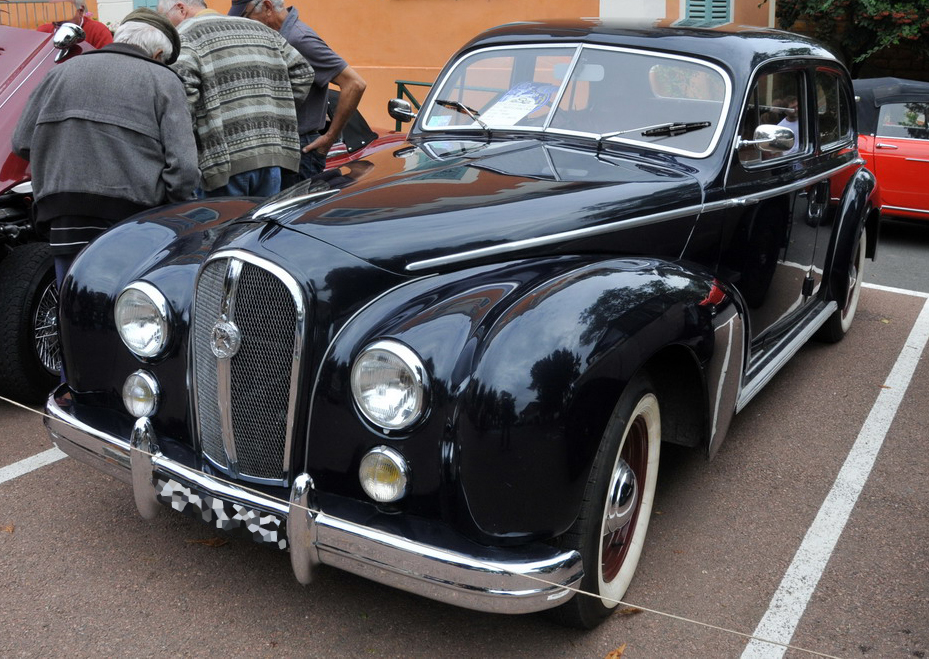
Hotchkiss Anjou
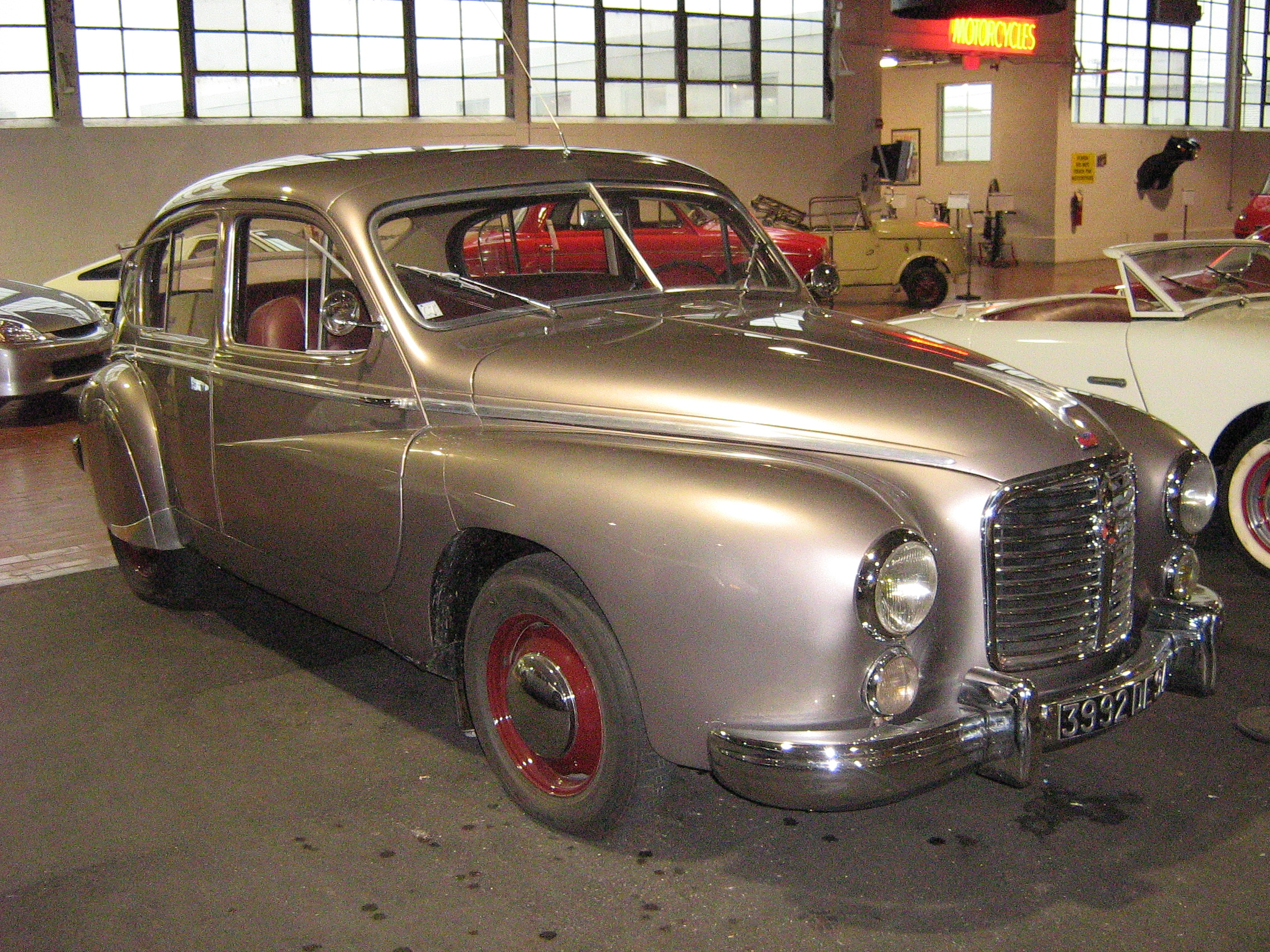
Hotchkiss Grégoire
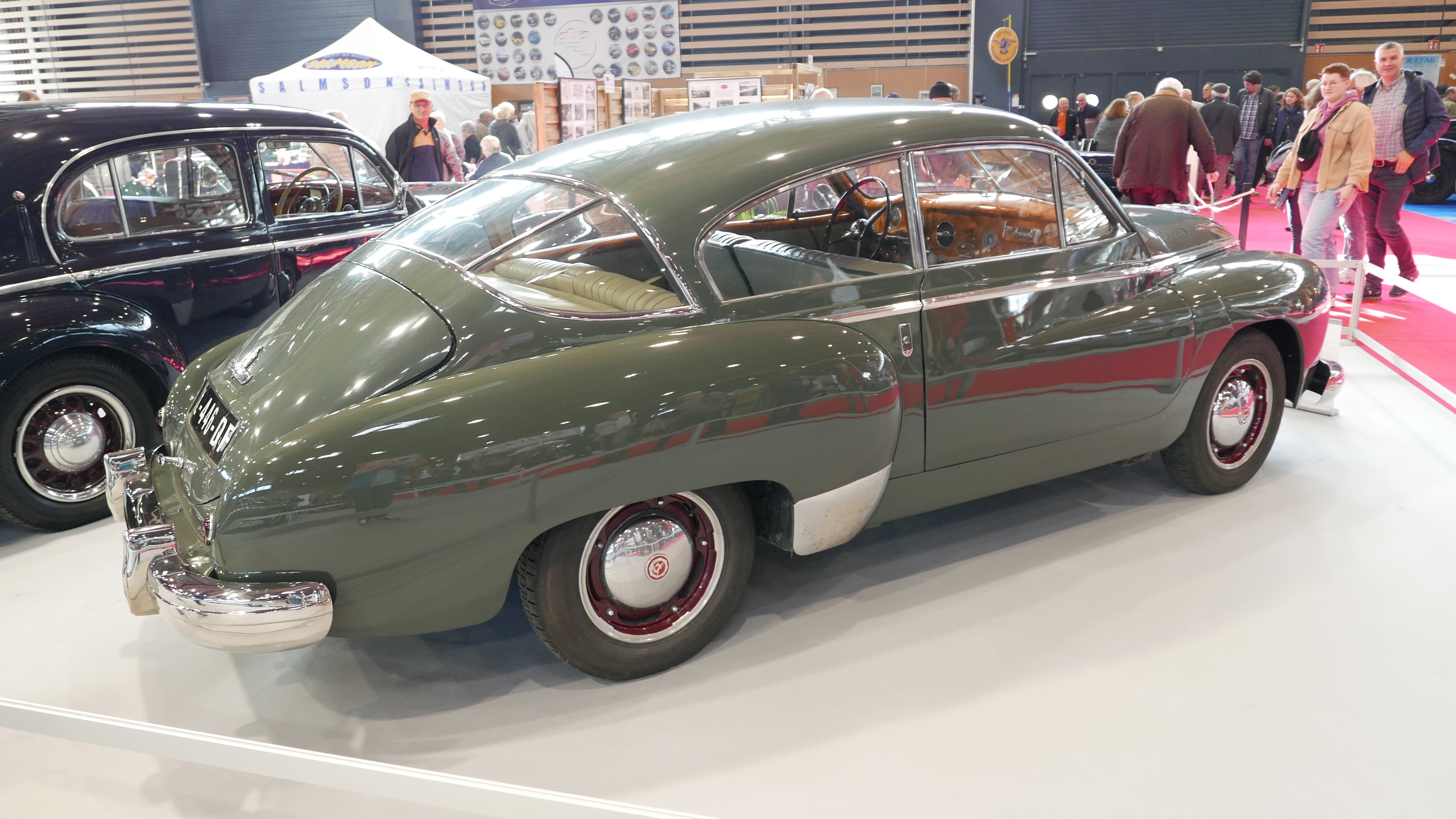
Hotchkiss Grégoire Coupé
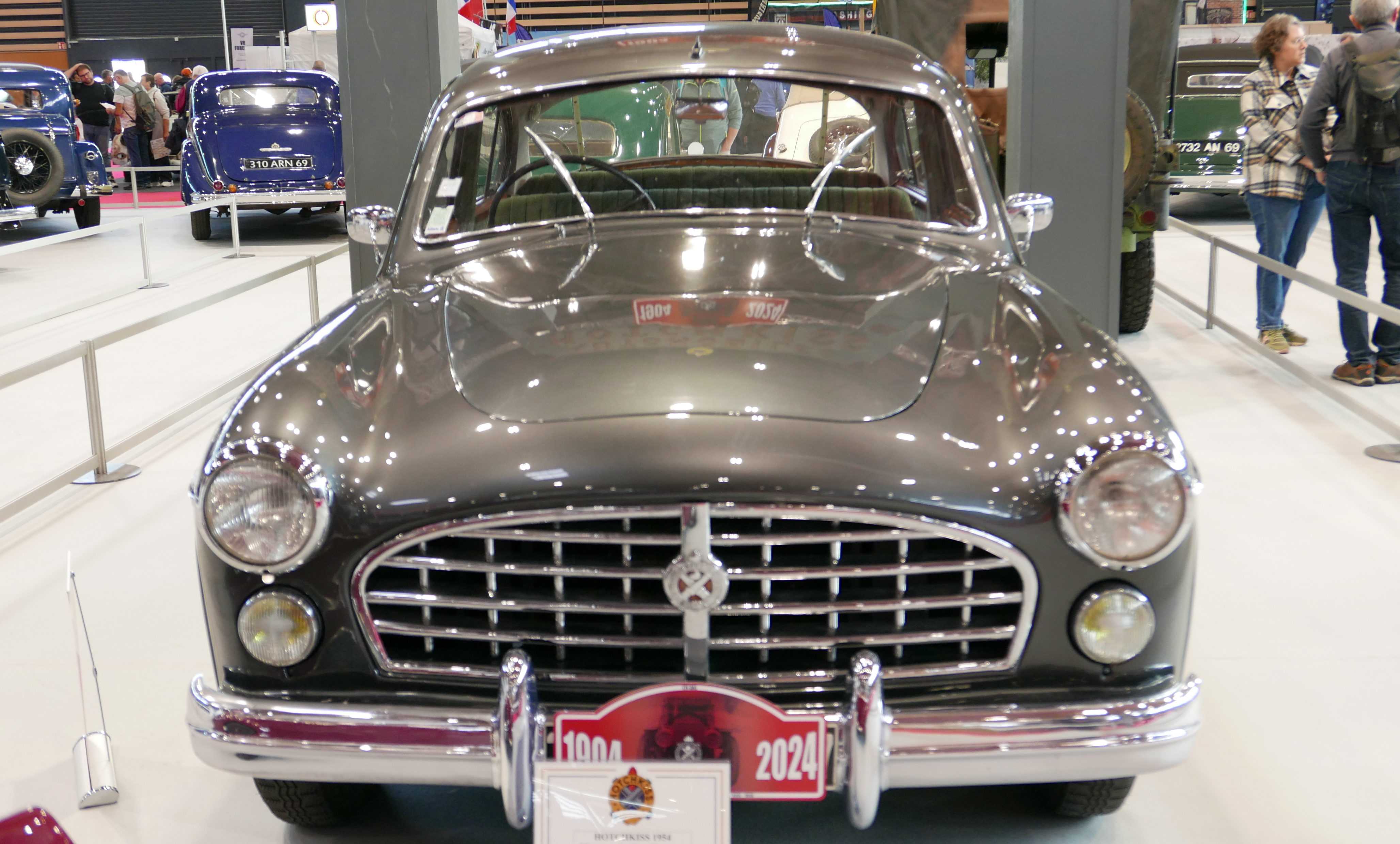
Hotchkiss Monceau